# Ronchois
Ronchois település Franciaországban, Seine-Maritime megyében. Lakosainak száma 182 fő (2022. január 1.). Ronchois Conteville, Flamets-Frétils, Haudricourt és Illois községekkel határos.

## Népesség
A település népessége az elmúlt években az alábbi módon változott:
| Lakosok száma | 167  | 160  | 173  | 175  | 183  | 184  | 183  | 185  | 182  |
|               | 2013 | 2015 | 2016 | 2017 | 2018 | 2019 | 2020 | 2021 | 2022 |